# 진주 청곡사 대웅전
진주 청곡사 대웅전(晉州 靑谷寺 大雄殿)은 대한민국 경상남도 진주시 청곡사에 있는 대웅전이다.
1972년 2월 12일 경상남도의 유형문화재 제51호 청곡사 대웅전으로 지정되었다가, 2018년 12월 20일 현재의 명칭으로 변경되었다.

## 개요
월아산 기슭에 위치한 청곡사는 통일신라 경문왕 13년(873)에 도선국사가 지은 절로 임진왜란(1592) 때 완전히 불타 없어졌던 것을 조선 광해군 4년(1612) 포우대사가 다시 지어 오늘에 이르고 있다.
석가삼존불상을 모시고 있는 대웅전은 광해군(재위 1608∼1623) 때에 다시 지어졌다.
앞면 3칸·옆면 2칸 규모의 건물로, 지붕 옆면이 여덟 팔(八)자 모양인 팔작지붕집이다. 지붕 처마를 받치면서 장식을 겸하는 공포가 기둥 위와 기둥 사이에도 있는 다포계 건물이다. 가운데 칸은 옆의 양쪽 칸보다 다소 간격은 넓으나 공포가 놓인 간격은 가운데 칸과 양 옆칸 모두 같다. 내부에 모셔진 석가삼존불상은 광해군 7년(1615)에 만들어진 것으로 임진왜란 이후에 만들어진 것으로는 비교적 큰 불상에 속한다.
청곡사 대웅전은 경상남도 지방에 남아있는 건물 중 가장 오래된 것으로 꼽히고 있다.

## 현지 안내문
청곡사는 통일신라의 헌강왕 5면(879)에 도선국사가 창건하였으며 고려 우왕 6년(1380)에 실상대사가 중수하였다. 임진왜란 때 불타 버린 것을 광해군 5년(1612)에 복원하였고, 조선 말기에 포우대사가 재차 중수하였다. 전설에 의하면, 진주 남강변에서 푸른 학이 이 곳으로 날아와 앉으니 도선국사가 성스러운 기운이 충만한 곳이라 하여 절터를 잡았다 한다. 학이 찾아온 다리라는 뜻을 가진 사찰 입구의 방학교는 바로 이런 전설을 간직하고 있는 이름이다.
이 대웅전은 정면 3칸, 측면 2칸의 단층 팔작지붕으로 다포계 양식의 건물이다. 기둥은 가운데가 약간 볼록한 배흘림으로 처리하였으며, 처마를 받쳐주는 기둥 위의 장식물은 조선 후기 다포계 팔작집의 대웅전답지 않게 화려하지 않고 소박한 편이다. 지붕의 주춧돌은 가공하지 않은 자연석을 그대로 이용하였다.
전체적으로 보아 이 대웅전은 신라 시대와 조선시대의 건축양식이 뒤섞여 있으며, 일제 때의 대대적인 중수로 인해 원래의 모습을 찾기는 쉽지 않다. 그럼에도 사찰 전체의 면모가 잘 보존되어 있고, 방학교 밑을 흐르는 시냇물과도 잘 어울려 아직도 청학이 날아올듯한 분위기를 자아낸다.

## 사진

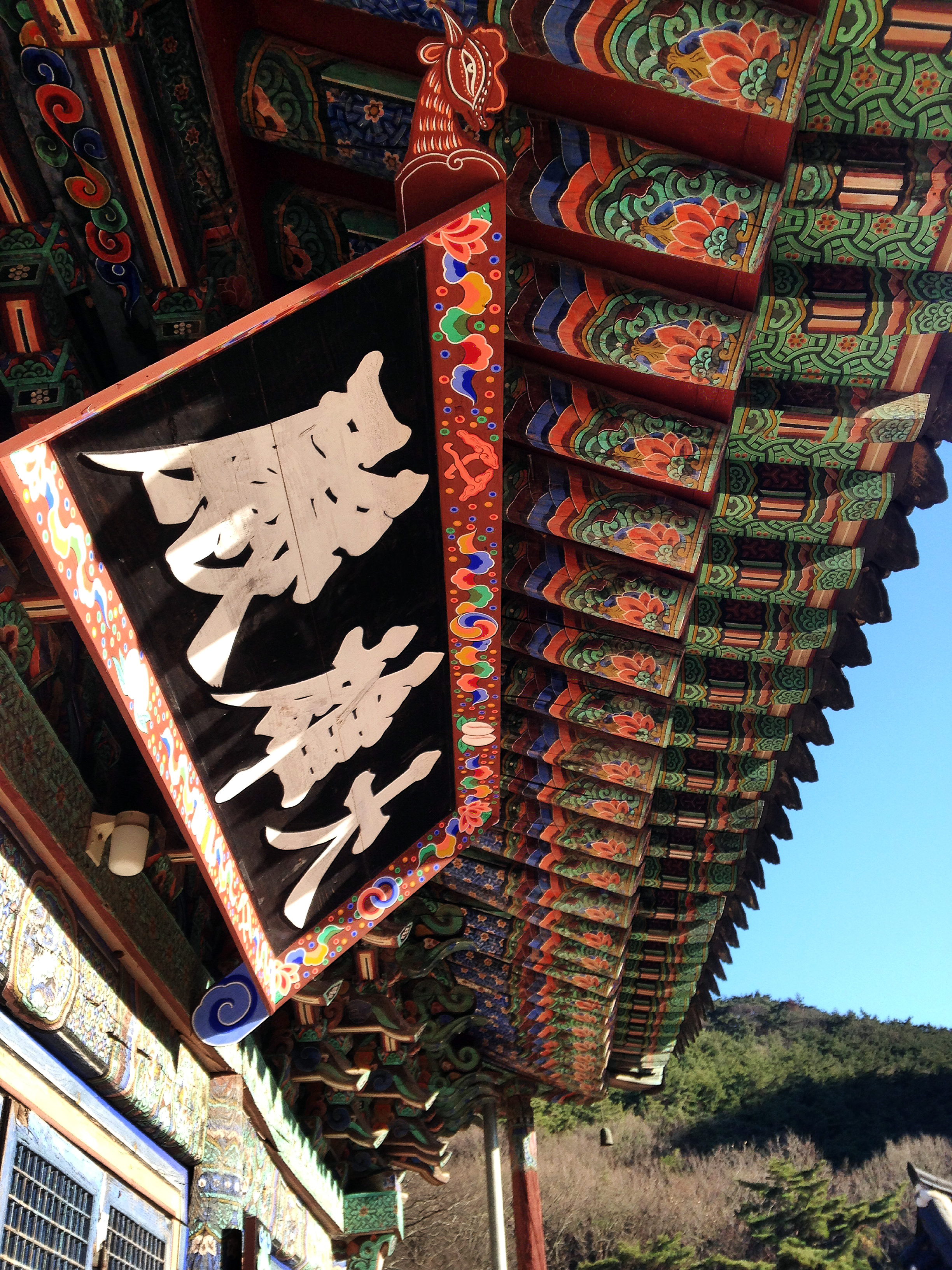
현판 및 공포
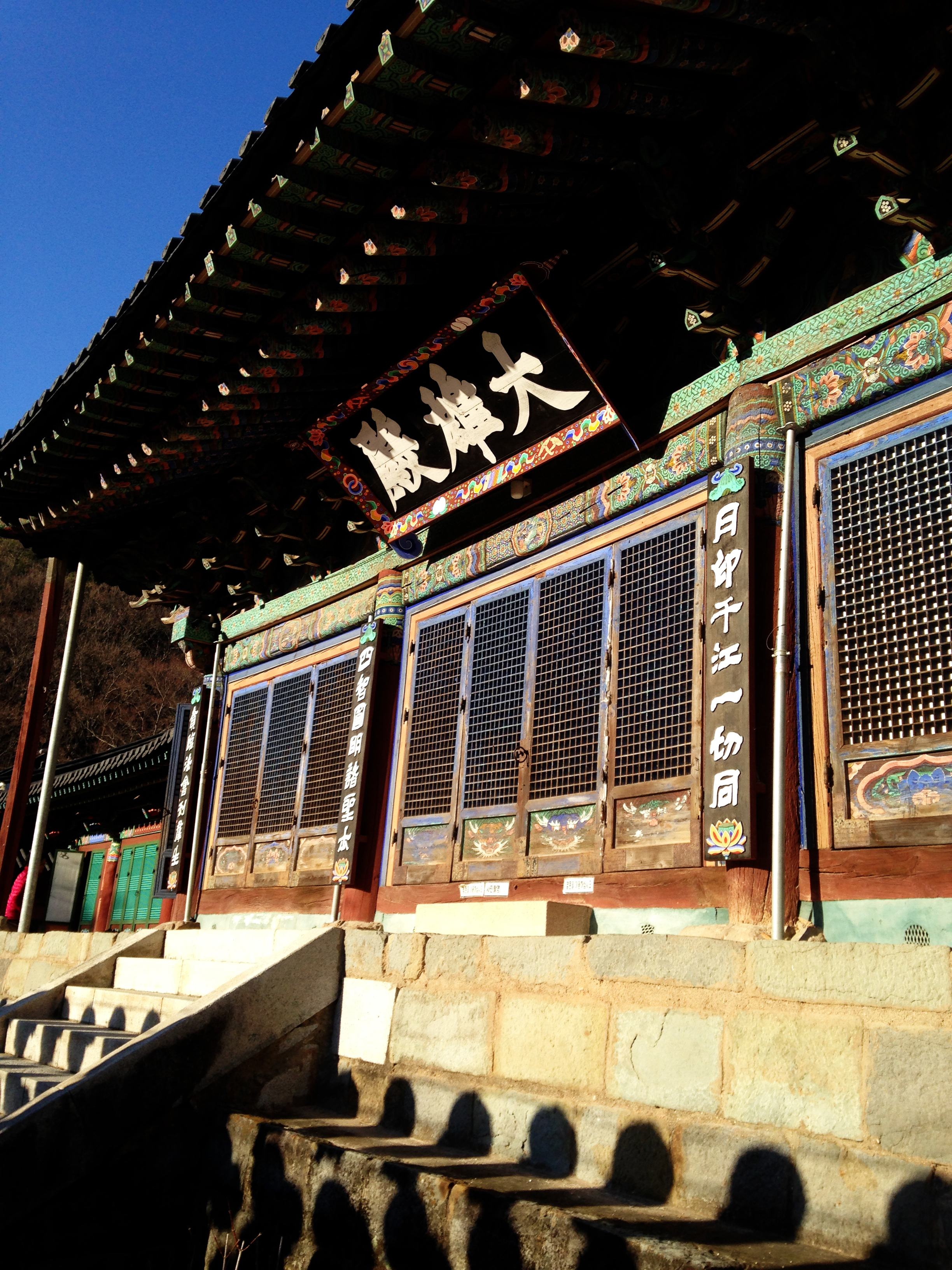
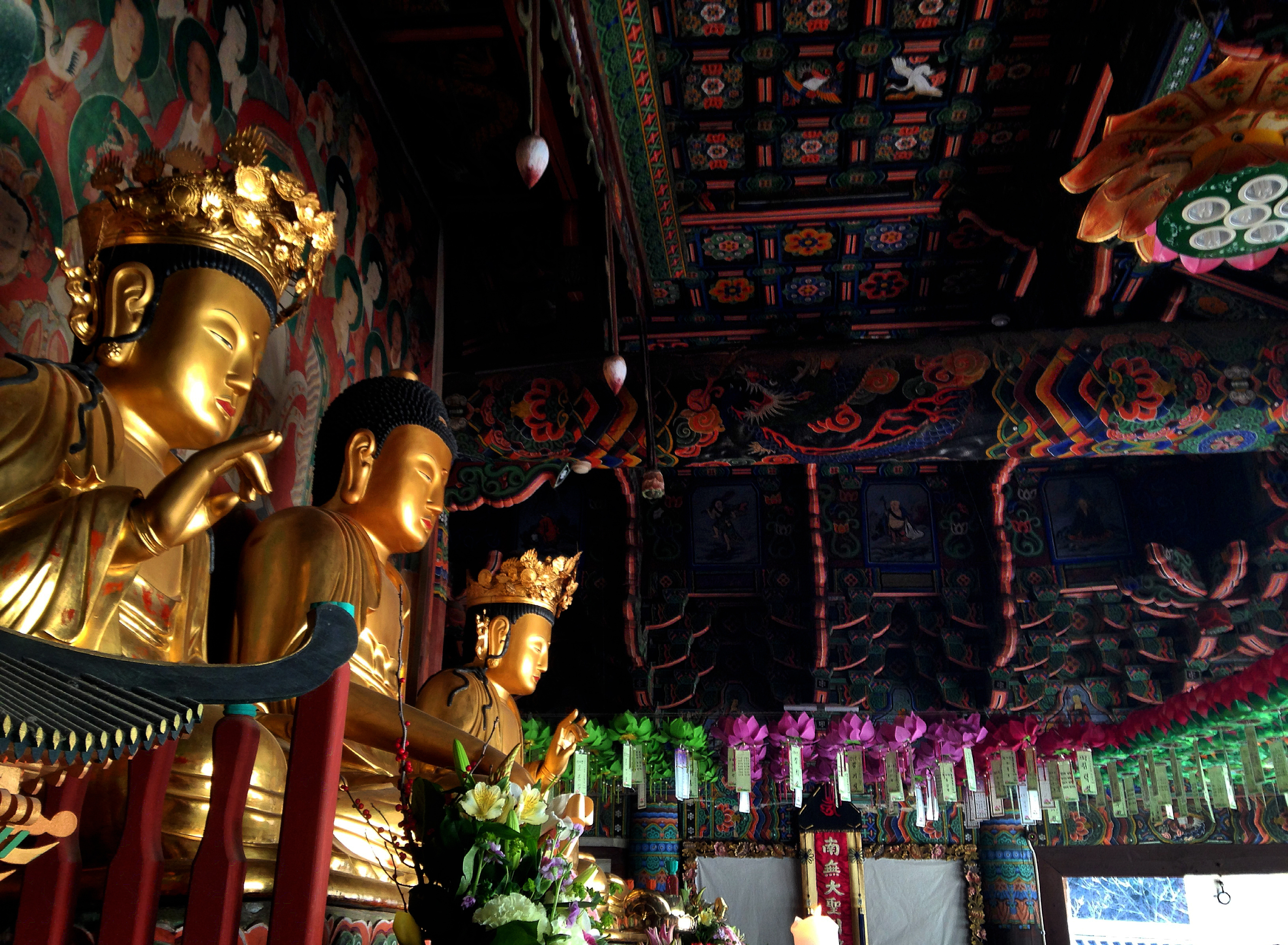
대웅전 내부

## 같이 보기
- 청곡사
- 진주 청곡사 목조석가여래삼존좌상 - 보물 제1688호
- 진주 청곡사 삼층석탑 - 경상남도 유형문화재 제5호

## 참고 자료
- 진주 청곡사 대웅전 - 국가유산청 국가유산포털